# Acentrella turbida
Acentrella turbida är en dagsländeart som först beskrevs av Mcdunnough 1924.  Acentrella turbida ingår i släktet Acentrella och familjen ådagsländor. Inga underarter finns listade i Catalogue of Life.